# Bandeira de popa

Símbolo vexilológico para as bandeiras de popa

A bandeira de popa ou pavilhão é a bandeira arvorada por um navio ou outra embarcação - normalmente à popa - para indicar a sua nacionalidade. A bandeira nacional serve de bandeira de popa das embarcações de muitos estados, que é assim também referida como bandeira nacional. Contudo, muitos outros estados usam bandeiras de popa distintas das respetivas bandeiras nacionais para uso em terra. Neste caso, frequentemente dispõem de bandeiras de popa para uso das embarcações mercantes (bandeiras mercantes) distintas das bandeiras para uso dos navios de guerra (bandeiras de guerra).

## Uso da bandeira de popa
No âmbito marítimo, a bandeira de popa é usada por uma embarcação para indicar a sua afiliação a um determinado estado de bandeira, sinalizando que opera sob a jurisdição legal e regulamentar daquele. Juntamente com os documentos de bordo, a bandeira constitui o meio de prova legal da nacionalidade da embarcação.

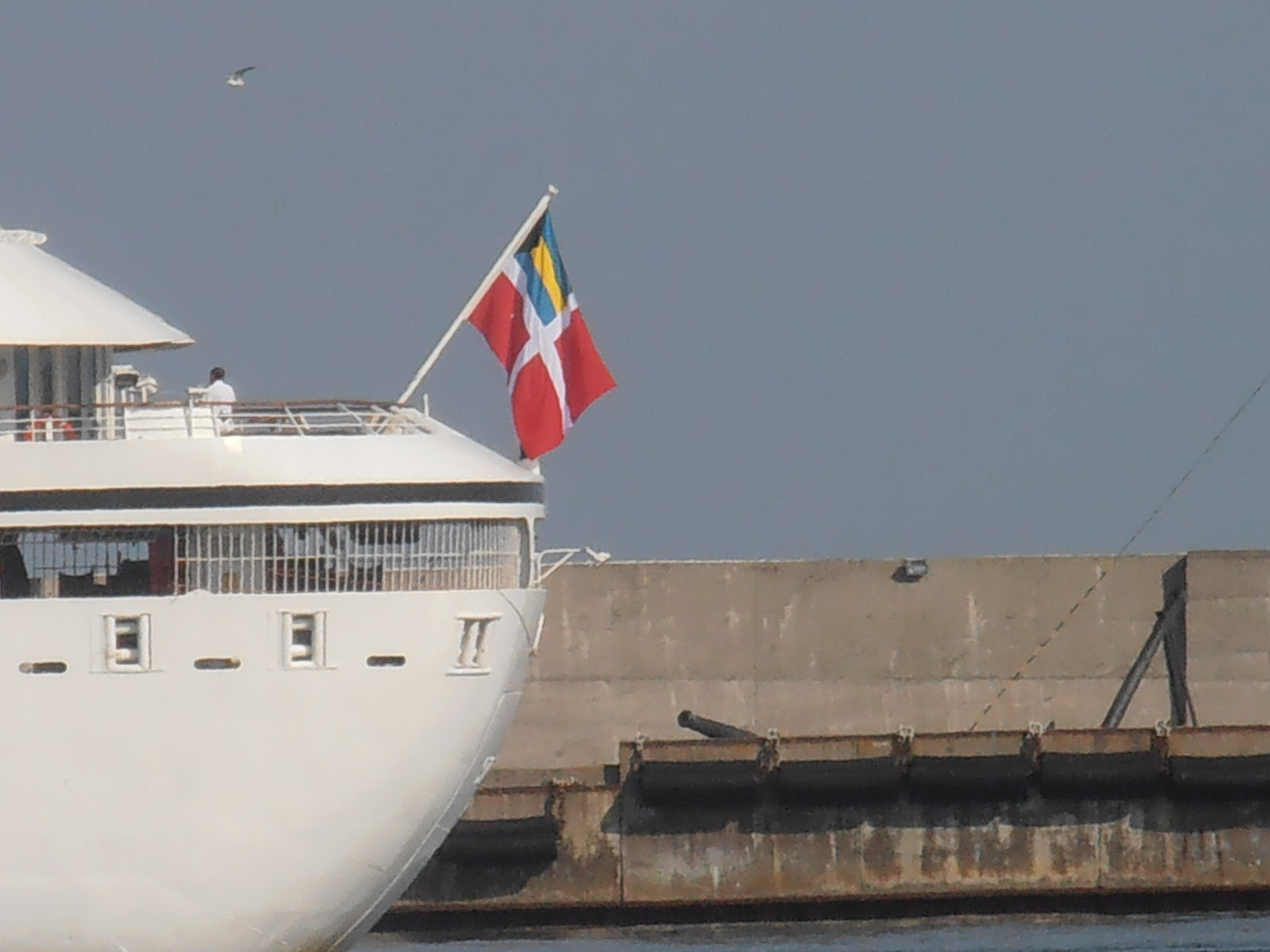
Bandeira de popa (mercante) das Bahamas, arvorada no navio de cruzeiros Seabourn Pride

Quando distinta da bandeira nacional, a bandeira de popa serve também para transmitir informação adicional acerca do estatuto ou da missão da embarcação. Indica, por exemplo, se a embarcação é mercante, do estado ou de guerra ou se presta um serviço oficial específico, como o de transporte de correio ou de autoridade marítima.
A bandeira de popa é normalmente arvorada no pau da bandeira localizado na popa da embarcação. Quando navegando, a bandeira pode ser alternativamente içada noutro local da embarcação, o qual pode variar conforme o tipo da mesma. Assim, nos veleiros a bandeira é içada na carangueja (quando dispõem desta) do mastro da ré ou no contraestai do mesmo. Já na maioria dos restantes navios, a bandeira é içada no mastro de sinais localizado normalmente a meio-navio.
Em geral, todas as embarcações devem obrigatoriamente içar a sua bandeira nas seguintes situações:
1. à entrada e saída dos portos;
2. quando, navegando, se cruzem com um navio de guerra;
3. em águas ou portos estrangeiros;
4. quando, navegando em águas territoriais, passem à vista de uma estação de controle de navegação;
5. em todos os restantes casos em que haja conveniência em provar a nacionalidade.[2][3][2][4]

## Vexilologia
No âmbito da vexilologia, uma bandeira indicativa de nacionalidade usada por navios e outras embarcações é classificada como "pavilhão" (tradução do inglês ensign), por oposição ao mesmo tipo de bandeira usada em terra que é classificada como "bandeira" (flag em inglês).
A vexilologia divide os pavilhões pelas seguintes três variantes principais:
1. Pavilhão civil (símbolo ): referida como bandeira mercante no seio do setor marítimo, constitui o pavilhão usado pelas embarcações mercantes, incluindo as de comércio, as de pesca e as de recreio. Alguns estados, dispõem de uma bandeira especial para iates e outras embarcações de recreio que difere do pavilhão civil de uso geral;
2. Pavilhão estatal (símbolo ): pavilhão arvorado pelos navios e outras embarcações não militares de um estado;
3. Pavilhão naval (símbolo ): referida como bandeira de guerra no seio do setor marítimo, constitui o pavilhão usados pelos navios de guerra de um estado.

Alguns pavilhões podem pertencer a duas ou mesmo três das variantes acima.

## Exemplos de bandeiras de popa de vários estados e territórios

Albânia (mercante)
Albânia (estado)
Albânia (guerra)
Alemanha (mercante)
Alemanha (estado)
Alemanha (guerra)
Angola (nacional)
Arábia Saudita (mercante)
Arábia Saudita (guerra)
Austrália (mercante)
Austrália (nacional e estado)
Austrália (guerra)
Bahamas (mercante)
Bahamas (estado)
Bahamas (guerra)
Bélgica (mercante)
Bélgica (embarcações de recreio)
Bélgica (estado)
Bélgica (guerra)
Brasil (nacional)
Canadá (nacional, estado e mercante)
Canadá (guerra)
Cabo Verde (nacional)
Chipre (nacional)
Coreia do Norte (nacional, estado e mercante)
Coreia do Norte (guerra)
Dinamarca (mercante)
Dinamarca (estado)
Dinamarca (guerra)
Egito (mercante) [nota 1]
Egito (guerra)
Espanha (mercante) [nota 2]
Espanha (embarcações postais)
Espanha (embarcações de recreio)
Espanha (nacional, estado e guerra)
Espanha (embarcações aduaneiras)
EUA (nacional)
EUA (embarcações de recreio) [nota 3]
Finlândia (mercante)
Finlândia (embarcações de recreio) [nota 4]
Finlândia (estado)
Finlândia (guerra)
França (nacional)
Gana (nacional, mercante e estado)
Gana (guerra)
Gibraltar (mercante)
Gibraltar (estado)
Grécia (nacional)
Guiné-Bissau (nacional)
Hong Kong (regional, estado e mercante)
Ilhas Marshall (nacional)
Índia (mercante)
Índia (estado) [nota 5]
Índia (guerra)
Itália (mercante)
Itália (estado)
Itália (guerra)
Japão (nacional, estado e mercante)
Japão (guerra)
Libéria (nacional)
Luxemburgo (mercante)
Malta (mercante)
Malta (nacional, estado e guerra)
Macau (regional, estado e mercante)
Marrocos (mercante) [nota 6]
Marrocos (nacional e estado)
Marrocos (guerra)
Moçambique (nacional)
Montenegro (nacional, estado e mercante)
Montenegro (guerra)
Myanmar (nacional, estado e mercante)
Myanmar (guerra)
Nova Zelândia (mercante)
Nova Zelândia (nacional e estado)
Nova Zelândia (guerra)
Noruega (mercante)
Noruega (embarcações postais)
Noruega (estado e guerra)
Panamá (nacional)
Polónia (mercante e estado)
Polónia (guerra)
Portugal (nacional)
Reino Unido (guerra)
Reino Unido (estado) [nota 7]
Reino Unido (mercante) [nota 8]
Rússia (nacional e mercante)
Rússia (embarcações da guarda costeira)
Rússia (guerra)
São Tomé e Príncipe (nacional)
Sri Lanka (nacional e mercante)
Sri Lanka (estado)
Sri Lanka (guerra)
Tailândia (nacional, estado e mercante)
Tailândia (guerra)
Timor-Leste (nacional)
Ucrânia (nacional e mercante)
Ucrânia (embarcações da guarda costeira)
Ucrânia (guerra)
Vietname (nacional, estado e mercante)
Vietname (guerra)